# Amém
Amém ou amen (em hebraico: אָמֵן; em grego: ἀμήν) é um termo encontrado pela primeira vez na Bíblia hebraica e subsequentemente no Novo Testamento que indica uma afirmação ou adesão com que se concluem muitas orações nas grandes religiões monoteístas: Cristianismo, Judaísmo e Islamismo. Costuma-se traduzir o significado da palavra para o português como "que assim seja" ou "assim seja".

## O uso do Amém
Amém é a palavra empregada no fim de várias orações, não apenas no Cristianismo, mas também no Islamismo e Judaísmo.
Pode ser traduzido, do hebraico, para "assim seja", e na maioria dos rituais de cada religião, a expressão é dita diversas vezes, como forma de confirmar que os fiéis acreditam em tudo que está sendo falado.
Esta expressão passou da ordem jurídica israelita para a ordem litúrgica cristã e islâmica.
Amém também tornou-se uma expressão popular, quando um indivíduo fala para outra pessoa que aquilo que ela almeja vai acontecer, como forma de dar esperança e fazer com que a pessoa tenha fé. Nesse caso, é bastante usual que a outra pessoa diga "amém" ou "que assim seja".
No começo de uma frase, amém tem o objetivo de tornar uma afirmação verdadeira, e no fim de uma declaração, ela tem o sentido de confirmação, significando que algo “será assim” ou “que seja assim”, como no escrito de Paulo, quando ele diz: “A nosso Deus e Pai seja a glória para todo o sempre. Amém." (Filipenses 4:20).